# 김민석 (스피드스케이팅 선수)
김민석(金民錫, 헝가리어: Kim Minszok, 1999년 6월 14일~)은 대한민국 출신 헝가리의 스피드스케이팅 선수이다. 2014년부터 2022년까지 대한민국 국가대표 선수로 활동하여 2018년 동계 올림픽 스피드스케이팅 남자 1500m에서 동메달을 획득하며 아시아 최초의 올림픽 스피드스케이팅 1500m 메달리스트가 되었고 같은 대회 남자 팀 추월에서는 은메달을 획득했다. 이후 2022년 동계 올림픽 남자 1,500m에서는 다시 한 번 동메달을 획득했다.
2022년 동계 올림픽 이후 음주 운전 사고에 연루되어 2025년까지 선수 자격 정지 처분을 받았고 2024년 7월 대한민국에서 헝가리로 귀화했다.

## 선수 경력
김민석은 6살 때 집 근처 '안양빙상장'에서 처음 스케이트를 탔다. 초등학교 1학년 때 코치 이준수에 의해 쇼트트랙 선수로 빙상에 입문하였고 초등학교 3학년부터는 스피드스케이팅도 병행했다. 중학교 1학년 때까지 쇼트트랙과 스피드스케이팅을 병행했던 그는 이후 스피드스케이팅에 집중한다. 그리고 2014년 16세 때 최연소로 대한민국 국가대표가 되었고, 2016년 창춘 주니어 세계 선수권 1500m에서 우승해 주니어 무대를 평정한다. 같은 해인 2016년 노르웨이 릴레함메르에서 열린 2016년 동계 청소년 올림픽에서도 이 종목에서 금메달을 획득한다. 김민석은 성인 무대에도 빠르게 적응했다. 2017년 2월 강릉에서 열린 세계 선수권 대회에서 처음으로 성인 무대에 데뷔해 세계적인 선수들에 못지 않은 활약을 펼쳤다. 김민석은 당시 남자 1500m에서 1분 46초 05로 5위에 올랐는데, 동메달을 따낸 스벤 크라머르(네덜란드)와 비교해 단 0.55초가 늦은 기록이었다. 김민석은 같은 해 일본 삿포로에서 열린 2017년 동계 아시안 게임 1500m에서 아시아 신기록(1분 46초 26)을 세우며 금메달을 획득하고 팀추월에서도 금메달을 목에 걸면서 상승세를 이어갔다. 같은 해에 대한민국에서 열린 2017년 제98회 전국동계체육대회에서 4관왕에 오르며 최우수 선수(MVP)로 뽑혔다.
처음 출전한 ISU 월드컵 팀추월에서 금메달을 따고 1500m 4위에 올랐다. 이후 5,000m에서 올림픽 출전권을 따지 못한 그는 1,500m와 팀 추월에 집중했고 2018년 동계 올림픽 스피드스케이팅 남자 1500m에서 동메달을 획득하면서 동계 올림픽의 스피드스케이팅 남자 1500m 부문에서 아시아 최초로 동메달의 주인공이 되었다. 그리고 2022년 동계 올림픽 스피드스케이팅 남자 1500m에서 동메달을 획득했다.

### 헝가리 귀화
2022년 음주 운전 사고에 연루되어 2025년 5월까지 국가대표 자격정지 징계를 받았으며 성남시청과의 계약이 만료된 이후 소속팀을 찾지 못했다. 그는 헝가리 스피드스케이팅 국가대표팀의 코치 이철원으로부터 헝가리 귀화 제의를 받았고 2024년 2월부터 헝가리에서 훈련을 받으며 귀화 절차를 밟았다. 이후 2024년 7월 문원준과 함께 헝가리 시민권을 취득하여 헝가리 국가대표 선수로 활동할 예정이다.

## 개인사
2022년 7월 정재웅, 정재원, 정선교와 함께 대한민국 충청북도 진천군의 진천국가대표선수촌에서 음주 운전으로 인한 교통 사고에 연루되었다. 김민석은 당시 사고 차량의 주인이었으며 정재웅의 음주 운전에 인해 선수촌 내 보도블록 위 구조물과 충돌하는 사고가 일어났다. 당시 김민석 등 3명은 음주를 금지하는 선수촌 규정을 어겼기 때문에 그 해 8월 대한빙상경기연맹 스포츠공정위원회로부터 1년 6개월 자격정지 징계를 받았다. 이후 2023년 5월 재판에서 벌금 400만 원을 선고받았고 대한체육회로부터 국가대표 자격정지 2년 처분을 받았다.

## 학력
- 범계초등학교 졸업
- 평촌중학교 졸업
- 평촌고등학교 졸업